# Крайбург-ам-Инн
Крайбург-ам-Инн (нем. Kraiburg am Inn) — община в Германии, в земле Бавария. 
Подчиняется административному округу Верхняя Бавария. Входит в состав района Мюльдорф-ам-Инн. Подчиняется управлению Крайбург ам Ин.  Население составляет 4004 человека (на 31 декабря 2010 года). Занимает площадь 27,56 км².